# Музей Вальдавський замок (Низов'я)
Музей Вальдавський замок - музей, який знаходиться в селищі Низов'я (до 1946 року — Вальдау, нім. Waldau) Калінінградської області Російської Федерації у флігелі замку Вальдау, що має статус об'єкта культурної спадщини та підпорядкований Управлінню культури Гур'євського району Калінінградської області. Нині даний культурний заклад називається Музеєм Вальдавський замок. Також іноді використовується ще один варіант назви — Вальдауський замок.

## Історія музею
Музей заснований Андрієм Івановичем Бариновим, над створенням колекції музей він працював разом зі своєю сім'єю. Музей розташовується у флігелі колишнього німецького замку Вальдау, займаючи в ньому підвал, а також перший і другий поверхи.
Музей часто називають повністю приватним, але це не зовсім вірно — музей Вальдавський замок має статус державного культурного закладу з лютого 2007 року, однак його створення, збирання колекції та підтримання його діяльності є справою сім'ї його засновника. Вони ж є єдиними працівниками музею. До отримання офіційного статусу близько десяти років музей існував на громадських засадах.
У флігелі Вальдавського замку музей розміщується з 11 грудня 2012 року. Раніше він перебував у розташованій неподалік, також у Низов'ї, будівлі філії Свєтловського технікуму галузевих технологій.

## Колекція музею
У чотирьох залах музею обладнані експозиції за тематичними розділами:
1. Пруссія (археологія).
2. Тевтонський орден і історія замку Вальдау.
3. Перебування в замку Вальдау групи Великого російського посольства на чолі з царем Петром I.
4. Наполеонівські війни і німецький поет Максиміліан фон Шенкендорф.
5. Етнографічна колекція Східної Пруссії. Перші переселенці Низов'я.
6. Перша світова війна.
7. Друга світова війна.
8. Соціалізм.

Крім цього, в музеї є окремий зал, присвячений виставці художніх робіт технікою різьби по дереву, виконаних засновником музею, членом Спілки художників Росії А. І. Бариновим.